# Radoub

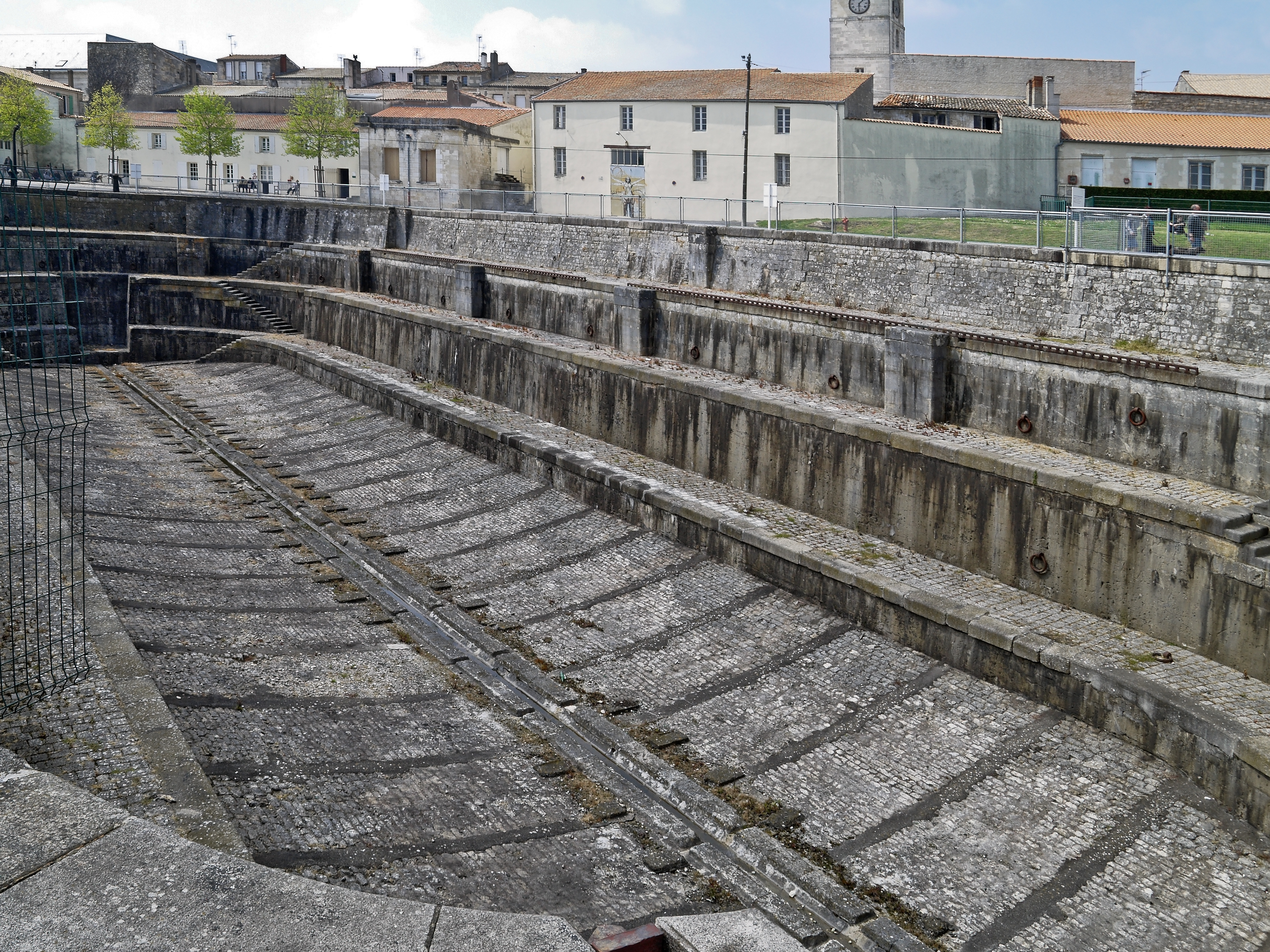
Une des formes de radoub de Rochefort

Le radoub est le passage en cale sèche ou forme de radoub d'un navire pour l'entretien ou la réparation de la coque.
Radouber signifie réparer, nettoyer, remettre en état. Le « grand radoub » d'un navire consiste en sa refonte, sa réparation à neuf.
Au Québec, un « radoub » peut servir à désigner une réparation mineure effectuée sur un objet dans le but de le garder fonctionnel plus longtemps.

## Histoire
Du temps de la marine en bois, radouber un navire de guerre (changer une partie des pièces de la coque) est nécessaire, théoriquement tous les dix ans pour un vaisseau de ligne et, tous les quinze ans pour une frégate. L'entretien d'une flotte représente donc un prix important.
Au XIXe siècle, les grosses réparations d'un navire se répartissent en deux classes distinctes: 
- la carène ou carénage, c'est-à-dire le calfatage ou le rebattage du navire dans ses parties hautes et basses, ses fonds, et ses hauts, devient le plus souvent nécessaire en France au bout de cinq à sept ans de navigation. « La durée de ce qu'on appelle la première carène varie communément entre ces deux termes approximatifs en raison du port où le navire a été construit, des soins que l'on a apportés à son armement, ainsi qu'au choix des matériaux qui y ont été employés; et tout ceci encore sans préjudice des autres soins qu'on a pu donner à son entretien[3]. »
- la refonte ou « grand radoub » des navires est le renouvellement des parties principales qu'il faut remplacer; il se fait le plus communément sentir sa nécessité cinq ou six ans, après que le navire a subi sa première carène, et dix ou douze ans après sa sortie des chantiers. Ce terme est toujours dépendant de la qualité très diverse des constructions, du degré de surveillance accordée à l'entretien des navires, et du genre de navigation auquel ils ont été attachés dans des parages plus ou moins rudes, sous des températures plus ou moins favorables à leur conservation. Il est fréquent qu’après avoir subi deux ou trois carènes, les bâtiments au long cours demandent à recevoir un grand radoub, opération toujours coûteuse, qui occasionne une grande dépréciation de la valeur du navire. Un grand radoub en Angleterre se fait à plus de frais qu'en France ; aux États-Unis il coûte un peu moins qu'en France ; et dans les ports du Nord et de la Baltique, il s'exécute à des prix encore plus réduits[3]. Souvent le grand radoub est trop onéreux ou impossible à estimer et le bateau est démoli[4].

On lit dans une lettre de Colbert à du Quesne du 5 février 1680 relative aux défauts de construction du Dauphin Royal: 

« Il est bon de les avoir reconnus mais il faut travaillera y remédier en y faisant faire un radoub convenable pour le mettre en bon estat et comme le principal défaut de ce vaisseau est la faiblesse de ses fonds et le peu de liaison de ses pièces il est nécessaire de faire en sorte de le réparer par le moyen des courbes et par tout ce qui peut luy donner plus de liaison. Il n y a rien de plus important que d'observer toujours comme vous avez fait tous les défauts qui se trouvent dans la construction des vaisseaux de Sa Majesté mais il faut résister autant qu'il sera possible à les condamner quand on peut les remettre en estat de servir par un radoub quelque grand qu'il puisse estre, parce qu'il est bien plus important de faire la dépense d'un grand radoub que de condamner trop légèrement un vaisseau »

— Dép. conc. la mar. fol 73.
Au 1er novembre 1772, la « marine royale française », forte de 122 unités (67 vaisseaux et 55 frégates), n'en a plus que 31 en état de prendre la mer. 10 sont en radoub, 18 en construction et 51 sont « attaqués de pourriture qui indique un radoub indispensable ».

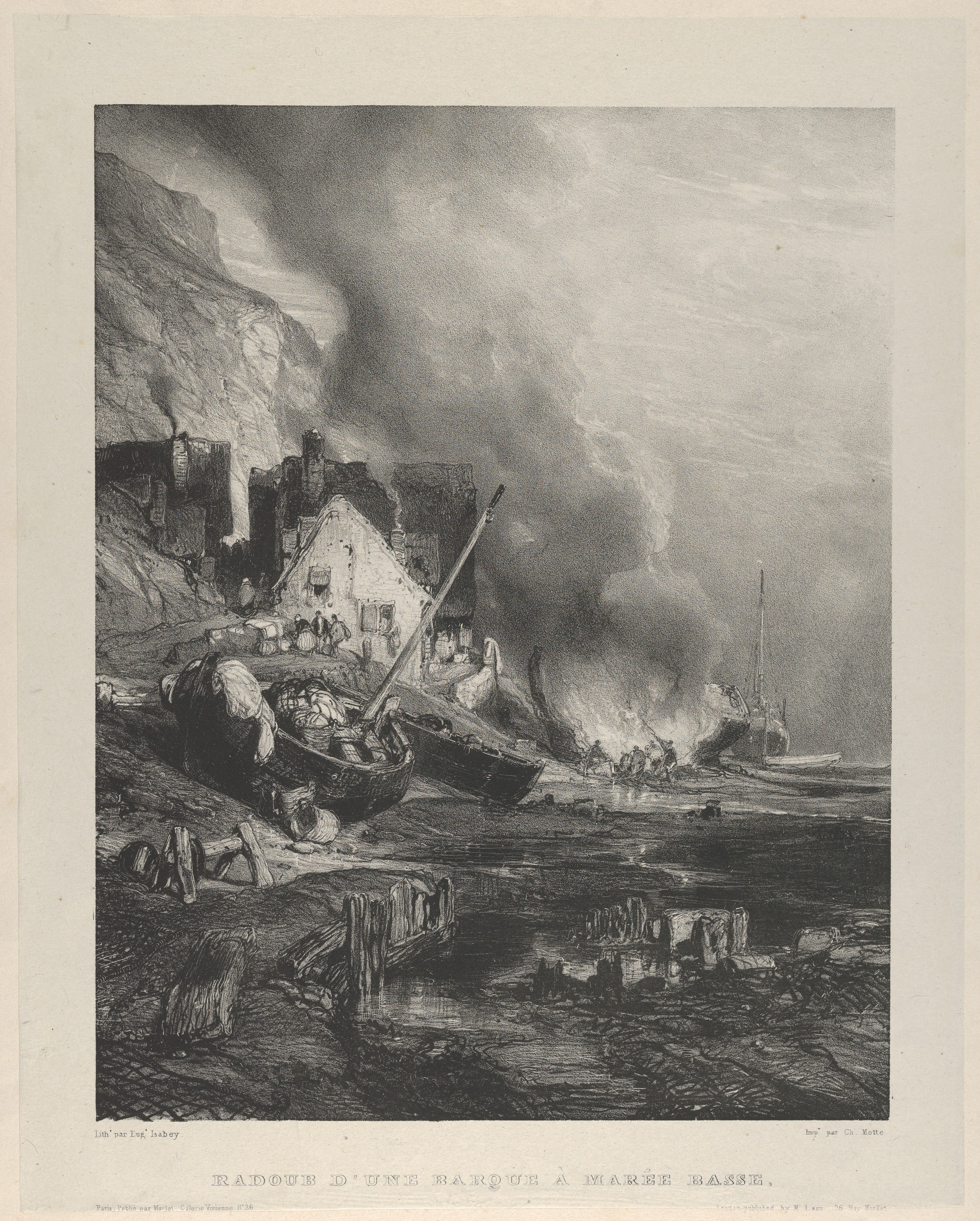
Eugène Isabey : Radoub d'une barque à marée basse (1833, Metropolitan Museum of Art).